# Breyten Breytenbach
Breyten Breytenbach (Bonnievale, 16 de setembro de 1939 – Paris, 24 de novembro de 2024) foi um escritor e pintor sul-africano.

## Biografia
Breyten Breytenbach nasceu em Bonnievale, Cabo Ocidental a cerca de 180 km da Cidade do Cabo e a 100 km do extremo sul da África no Cabo das Agulhas. Estudou belas artes na escola Michaelis School of Fine Art da Universidade da Cidade do Cabo e tornou-se um adversário empenhado da política do apartheid. Deixou a África do Sul e foi para Paris na década de 1960. Quando se casou com uma mulher francesa de ascendência vietnamita, Iolanda, não foi autorizado a regressar. As leis da Prohibition of Mixed Marriages Act (1949) e do Immorality Act (1950) estabeleciam como crime o facto de uma pessoa branca ter relações sexuais com uma pessoa de raça diferente.
Numa viagem ilegal à África do Sul em 1975, foi preso e condenado a sete anos de prisão por traição:  a sua obra The True Confessions of an Albino Terrorist (As Verdadeiras Confissões de um Terrorista Albino) descreve aspectos da sua prisão. Em junho de 1977, Breyten Breytenbach foi levado de novo a tribunal pelo governo sul-africano com uma nova série de acusações de terrorismo. Foi alegado que planeou um ataque de um submarino russo ao centro prisional da ilha Robben, através da organização Okhela, que alegadamente tinha fundado como grupo de resistência contra o apartheid no exílio. Mediante uma defesa bem sucedida, o juiz sentenciou a total falta de provas da existência da Okhela – que tinha sido a principal acusação no primeiro julgamento – e assim ele foi considerado não culpado de todas as acusações graves. Foi considerado culpado apenas no ponto "técnico" de ter contrabandeado cartas e poemas, para o qual foi aplicada uma coima nominal de cerca de cinquenta dólares.
Foi libertado em 1982 em resultado de uma enorme pressão internacional, regressou a Paris e obteve a cidadania francesa.
Passou a ser professor visitante na Universidade da Cidade do Cabo, na escola de pós-graduação de Humanidades, em janeiro de 2000 e também lecciona no Instituto Gorée em Dakar (Senegal) e na Universidade de Nova York, onde lecciona no programa de pós-graduação de escrita criativa.
A obra de Breytenbach compõe-se de numerosos volumes de romances, poesia e ensaios, muitos dos quais estão em africâner. Muitos foram traduzidos do africâner para inglês, e muitos foram publicados originalmente em inglês. Também é conhecido pelas suas obras de artes plásticas. Têm sido efectuadas exposições das suas pinturas e gravuras em inúmeras cidades por todo o mundo incluindo Johannesburg, Cidade do Cabo, Hong Kong, Amesterdão, Estocolmo, Paris, Bruxelas, Edimburgo e Nova Iorque.
Breytenbach foi descrito como o único exemplo de um "bom sul-africano" na canção I've Never Met A Nice South African (Nunca Conheci um Bom Sul-Africano). A canção foi escrita por John Lloyd para a série de TV britânica satírica Spitting Image.
É irmão de Jan Breytenbach, fundador da Brigada de Forças Especiais da África do Sul, e de Cloete Breytenbach, que é um correspondente de guerra com muitos trabalhos publicados.
Breytenbach morreu em 24 de novembro de 2024, aos 85 anos, em Paris.

### Poesia em africâner
- Die ysterkoei moet sweet (A vaca de ferro deve suar), Joanesburgo, 1964
- Die huis van die dowe, (A casa dos surdos), Cidade do Cabo, 1967
- Kouevuur, (Gangrena) Cidade do Cabo, 1969
- Lotus, Cidade do Cabo, 1970
- Oorblyfsels (Restos), Cidade do Cabo, 1970
- Skryt. Om 'n sinkende skip blou te verf (Scrit. Pintando de azul um navio a afundar), Amsterdão, 1972
- Met ander woorde (Por outras palavras), Cidade do Cabo, 1973
- Voetskrif (Escrever com os pés), Joanesburgo, 1976
- Sinking Ship Blues (Azuis de navio a afundar), Toronto 1977
- And Death White as Words. An Anthology (E brancos mortos como palavras. Uma antologia), Londres, 1978
- In Africa even the flies are happy (Em África, mesmo as moscas são felizes), Londres, 1978
- Blomskryf (Flor de escrita), Emmarentia, 1979 (Poemas selecionados)
- Eklips (Eclipse) Emmarentia, 1983
- YK, Emmarentia, 1983
- Buffalo Bill, Emmarentia, 1984
- Lewendood (Mortos vivos), Emmarentia, 1985
- Judas Eye, Londres – Nova Iorque, 1989
- Soos die so (Assim mesmo), Emmarentia, 1990
- Nege landskappe van ons tye bemaak aan 'n beminde (Nove paisagens do nosso tempo legadas a uma amada), Groenkloof, 1993
- Die hand vol vere (O punhado de penas), Cidade do Cabo, 1995 (Poemas selecionados)
- Oorblyfsels. 'n Roudig (Os restos. Uma elegia), Cidade do Cabo, 1997
- (Papierblom), (Flor de papel), Cidade do Cabo, 1998
- Lady One, Cidade do Cabo, 2000 (Poemas de amor selecionados)
- (Ysterkoei-blues) (Azuis de vacas de ferro), Cidade do Cabo, 2001 (Colectânea de Poemas 1964–1975)
- Lady One: Of Love and other Poems (Uma dama: do amor e outros poemas), Nova York, 2002
- (Die ongedanste dans. Gevangenisgedigte 1975 – 1983) (A dança não dançada. Poesia de prisão 1975 – 1983), Cidade do Cabo, 2005
- Die windvanger (o cata-vento), Cidade do Cabo, 2007
- Voice Over: A Nomadic Conversation with Mahmoud Darwish (Voz sobreposta: uma conversa nômada com Mahmoud Darwish), Archipelago Books, 2009
- Katalekte (artefakte vir die stadige gebruike van doodgaan (Catalects (artefatos para usos lentos ao morrer)), Cidade do Cabo, Human & Rousseau, 2012

### Prosa em inglês
- Catastrophes (Catástrofes), Joanesburgo, 1964 (Contos)
- To Fly (Para voar), Cidade do Cabo, 1971 (Romance)
- The Tree Behind the Moon (A árvore atrás da lua), Amsterdão, 1974 (Contos)
- The Anthill Bloats … (O formigueiro incha…), Emmarentia, 1980 (Contos)
- A Season in Paradise (Uma temporada no paraíso), Amsterdão – Nova York – Londres, 1980 (Romance, edição não censurada)
- Mouroir: Mirror Notes of a Novel (Mouroir: notas de um romance ao espelho), Londres – Nova York, 1983
- Mirror Death (Morte do espelho), Amsterdão, 1984 (Contos)
- End Papers (Papeis Finais), Londres, 1985 (Ensaios)
- The True Confessions of an Albino Terrorist (As verdadeiras confissões de um terrorista albino) , Londres – Nova York, 1985
- Memory of Snow and of Dust (Memória da neve e da poeira), Londres – Nova York, 1987 (Romance)
- Book. Part One (Livro. Parte Um), Emmarentia, 1987 (Ensaios)
- All One Horse. Fiction and Images (Todo um cavalo. Ficção e imagens), Londres, 1989
- Sweet Heart (Querido), Emmarentia, 1991 (Ensaios)
- Return to Paradise. An African journal (Regresso ao paraíso. Uma revista africana), Londres – Nova York, 1992 (que ganhou o Prémio Alan Paton)
- The Memory of Birds in Times of Revolution (A memória de pássaros em tempos de revolução), London – Nova York, 1996 (Ensaios)
- Dog Heart. A travel memoir (Coração de cachorro. Uma memória viajante), Cidade do Cabo, 1998
- Word Work (Trabalho de palavras), Cidade do Cabo, 1999
- A veil of footsteps (Um véu dos passos), Cidade do Cabo, 2008
- All One Horse (Todo um cavalo), Archipelago Books, 2008
- Mouroir: Mirror Notes of a Novel (Mouroir: notas de um romance ao espelho), Archiepalago Books, 2008
- Intimate Stranger (Estranho íntimo), Archipelago Books, 2009
- Notes From The Middle World: Essays (Notas do mundo médio: ensaios), Haymarket Books, 2009

### Artigos
- Breytenbach, Breyten (dezembro de 2008). «Mandela's Smile: Notes on South Africa's Failed Revolution». Harper's Magazine. 317 (1903): 39–48